# Teorema di continuità di Lévy
In teoria della probabilità, il teorema di continuità di Lévy (o teorema di convergenza di Lévy), dal matematico francese Paul Lévy, lega la convergenza in distribuzione di una successione di variabili casuali con la convergenza puntuale delle loro funzioni caratteristiche. 
Questo teorema è alla base di un approccio per provare il teorema centrale del limite ed è uno dei più importanti teoremi sulle funzioni caratteristiche.

## Teorema
Supponiamo di avere
- una successione di variabili casuali {\displaystyle \scriptstyle \{X_{n}\}_{n=1}^{\infty }}, non aventi necessariamente lo stesso spazio di probabilità,
- la successione delle corrispondenti funzioni caratteristiche {\displaystyle \scriptstyle \{\varphi _{n}\}_{n=1}^{\infty }}, che per definizione sono

{\displaystyle \varphi _{n}(t)=\operatorname {E} \,e^{itX_{n}}\quad \forall t\in \mathbb {R} ,\ \forall n\in \mathbb {N} ,}
dove {\displaystyle \operatorname {E} } è l'operatore valore atteso.
Se la successione delle funzioni caratteristiche converge puntualmente a una qualche funzione {\displaystyle \varphi }
{\displaystyle \varphi _{n}(t)\to \varphi (t)\quad \forall t\in \mathbb {R} ,}
allora sono equivalenti:
- {\displaystyle X_{n}\ {\xrightarrow {\mathcal {D}}}\ X,} cioè la successione delle distribuzioni cumulative delle variabili casuali converge in ogni punto di continuità;
- {\displaystyle \scriptstyle \{X_{n}\}_{n=1}^{\infty }} è tight, cioè {\displaystyle \lim _{x\to \infty }\left(\sup _{n}\operatorname {P} {\big [}\,|X_{n}|>x\,{\big ]}\right)=0;}
- {\displaystyle \varphi (t)} è la funzione caratteristica di una qualche variabile casuale X;
- {\displaystyle \varphi (t)} è una funzione continua in t;
- {\displaystyle \varphi (t)} è continua in t = 0.

## Dimostrazione
Dimostrazioni rigorose di questo teorema si possono trovare in .